# Xyphinus hystrix
Xyphinus hystrix là một loài nhện trong họ Oonopidae.
Loài này thuộc chi Xyphinus. Xyphinus hystrix được Eugène Simon miêu tả năm 1893.